# Aqarquf

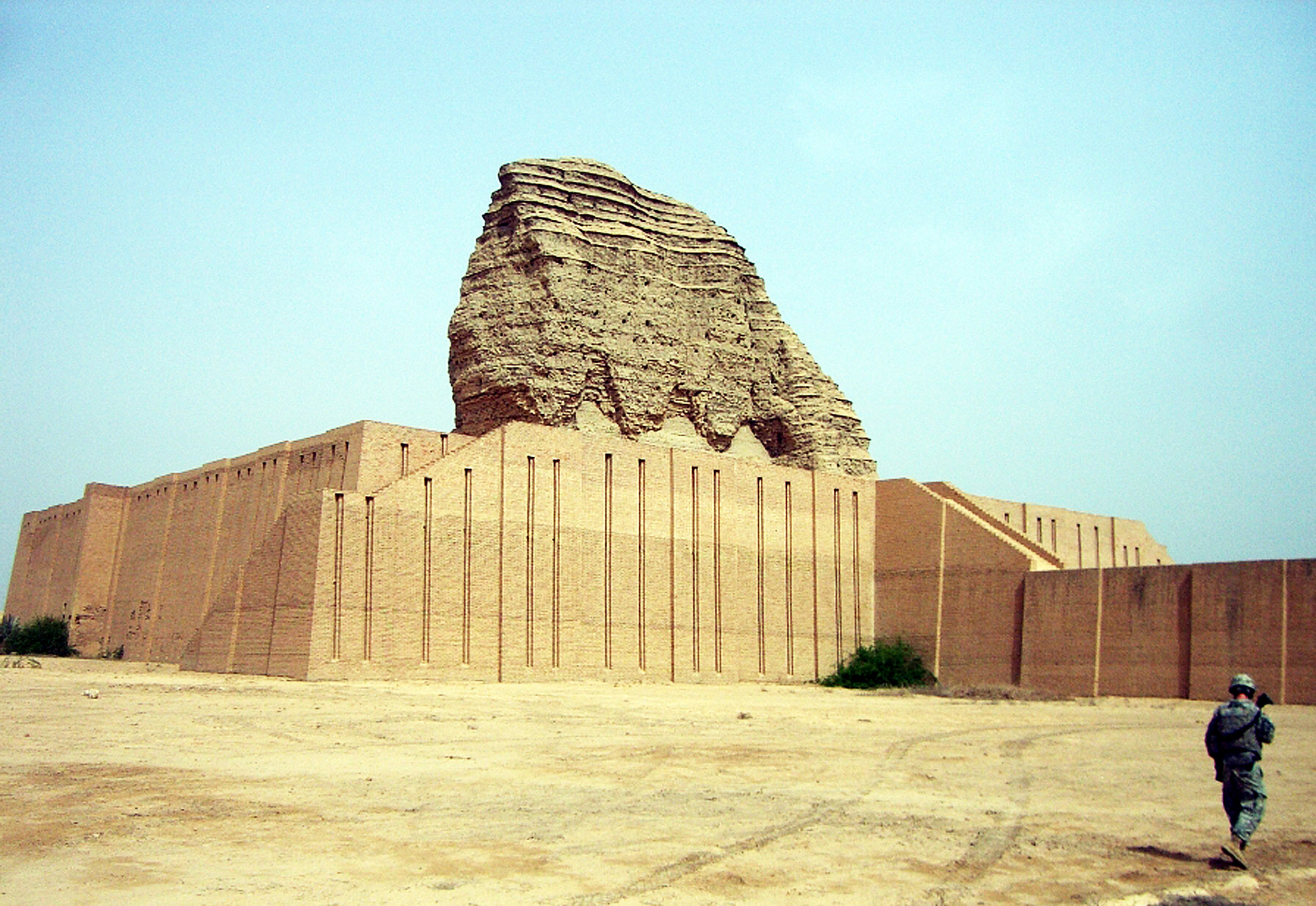
Die Zikkurat von Aqarquf

Aquarquf (oder Agarquf, Aqar Quf, Tell-'Abyad) liegt etwa 30 km westlich von Bagdad. Hier befand sich das Mitte des zweiten Jahrtausends v. Chr. während der Periode der Kassiten von Kurigalzu I. gegründete Dur Kurigalzu (KUR-TI). Es war die Hauptstadt der kassitischen Könige von Babylonien.

## Ausgrabungen
Die Stadt wurde in den 1940er Jahren durch das Directorate General of Antiquities unter Leitung von Tahar Baqir ausgegraben.
Ausgegraben wurde eine große Sammlung von Schrifttafeln, ein Tempelbezirk und ein Palastkomplex. Neben zahlreichen Objekten aus Metall und Tonwaren entdeckte man eine Sammlung gebrannter Lehmstatuen. Diese zeigen nackte weibliche Figuren, die vermutlich mit dem Kult von Ištar in Verbindung stehen, Köpfe von Männern, unter diesen einen gut modellierten bärtigen Kopf, der verschiedenfarbig bemalt ist, Figuren kniender Beter, Figuren von ihren Welpen säugenden Hunden, einige mit Inschriften mit Beschwörungen von Gula, der Göttin der Heilkunst. Steinerne Ornamente, aber auch solche mit Gold, Silber und Lapislazuli wurden gefunden. Drei Fresken aus dem 14. Jahrhundert v. Chr., die menschliche Figuren zeigen, fand man an einer Wand des Enlil-Tempels. Der Palast H enthielt Wandmalereien, die in roten, kobaltblauen, preußischblauen, gelben, weißen und schwarzen Pigmenten ausgeführt waren. Die Malereien haben Parallelen in Nuzi (15. Jahrhundert) und in Kar-Tukulti-Ninurta (13. Jahrhundert). An den Türdurchgängen durch die außerordentlich dicken Wände befanden sich Prozessionsdarstellungen. Reste dieser Malereien wurden im Irak-Museum in Bagdad aufbewahrt.
Die Zikkurat ist heute noch ca. 57 Meter hoch und teilweise rekonstruiert.

## Verwaltung
Enlil-bānī, ein Nachfahre von Amilatum, diente als Verwalter von Nippur und war der Gouverneur von KUR-TI. Auf einem Grenzstein mit Inschrift des Kuri-galzu I. wird er auch als Beamter erwähnt. Es wird vermutet, dass er unter diesem Herrscher auch Verwalter von Nippur und Gouverneur von KUR-TI war. Sein Nachfolger unter Burna-buriaš II. war Ninurta-nadin-ahhe, der wahrscheinlich sein Sohn war. Nach ihm folgte Enlil-kidinni, der auch unter den nächsten drei Herrschern dokumentiert ist.
Koordinaten: 33° 21′ 13″ N, 44° 12′ 8″ O